# Lasioglossum omnipunctatum
Lasioglossum omnipunctatum là một loài Hymenoptera trong họ Halictidae. Loài này được Ebmer mô tả khoa học năm 2004.